# Atahualpa del Cioppo
Américo Celestino Del Cioppo Fogliacco –conocido como Atahualpa del Cioppo. Nació el 23 de febrero de 1904, Canelones y murió 2 de octubre de 1993,La Habana, Cuba) Fue un poeta, director teatral y escritor uruguayo.

## Biografía
En 1936 crea  el grupo teatral La Isla de los Niños,  como una forma de explorar la sensibilidad infantil con respeto  y, a la vez, preparar la formación de futuros espectadores adultos, recorriendo todas las etapas del desarrollo – infancia, adolescencia y edad liceal, juventud a nivel universitario- política cultural que aún hoy se  aplica, en los planes de extensión de El Galpón, célebre conjunto teatral del que fue uno de sus fundadores en 1949.
En 1959 dirigió el estreno en castellano de El círculo de tiza caucasiano de Bertolt Brecht autor del que fue gran especialista, también se destacó como director de obras de Antón Chéjov, Maxim Gorki, Arthur Miller, Luigi Pirandello, Ibsen, Shakespeare y autores nacionales.
Fue invitado a dirigir en Caracas, Lima, Chile, Bogotá, Cuba, Berlín y Buenos Aires. En Colombia trabó amistad con el teórico Enrique Buenaventura dirigiendo sus obras La orgía y La maestra.
Entre sus más notables discípulos se encuentran los directores Ugo Ulive y Jorge Curi.
En la década de 1970 fue obligado a exiliarse por la dictadura militar uruguaya.
En 1978 recibió el Premio Ollantay del Centro Latinoamericano de Creación e Investigación Teatral (CELCIT), el Premio Florencio y el Premio Nacional Cyro Scoseria uruguayo. En 1984 recibió la medalla Haydée Santamaría del gobierno cubano y en 1991 la medalla Gabriela Mistral del gobierno de Chile.
Actualmente lleva su nombre un premio del Festival Iberoamericano de Teatro de Cádiz.

## Obras
- Ilusión (1922)[2]
- Rocío de lágrimas (1923)[2]
- Rumor (1931)[2]